# Zhang Yining
Zhang Yining (en chino: 张怡宁), es una jugadora de tenis de mesa china, nacida el 5 de octubre de 1982 en Pekín.

## Historia
Ha sido la número uno en la clasificación de la Federación Internacional de Tenis de Mesa (ITTF), tanto en solitario como en dobles femenino. Ha mantenido el número uno de la ITTF desde prácticamente enero de 2003 hasta julio de 2009, exceptuando por los meses de noviembre y enero de 2008. Se ha destacado como una figura dominante en el tenis de mesa femenino, con 4 medallas de oro olímpicas, 9 campeonatos del mundo, y 4 triunfos en la World Cup,  siendo una de las atletas más galardonadas de la historia del tenis de mesa.
Zhang se graduó en la Escuela de los deportes de Pekín Shichahai, en donde también estudió Li Jia Wei de Singapur.

## Eventos
- 45.ª Campeonato del mundo de Tenis de Mesa (1999) Individual Femenino Plata.
- 45.ª Campeonato del mundo de Tenis de Mesa (2000) Mixto Femenino Oro.
- 5.ª World Cup Tenis de Mesa (2001) Individual Femenino Oro.
- 46.ª Campeonato del mundo de Tenis de Mesa (2001) Mixto Femenino Oro.
- 6.ª World Cup Tenis de Mesa (2002) Individual Femenino Oro.
- 47.ª Campeonato del mundo de Tenis de Mesa (2003) Individual Femenino Plata, Dobles Femenino Oro.
- 47.ª Campeonato del mundo de Tenis de Mesa (2004) Mixto Femenino Oro.
- 28.ª Juegos Olímpicos de Atenas (2004) Tenis de mesa Individual Femenino Oro, Dobles Femenino Oro.
- 8.ª World Cup Tenis de Mesa (2004) Individual Femenino Oro.
- 48.ª Campeonato del mundo de Tenis de Mesa (2005) Individual Femenino Oro, Dobles Femenino Oro.
- 9.ª World Cup Tenis de Mesa (2005) Individual Femenino Oro.
- 48.ª Campeonato del mundo de Tenis de Mesa (2006) Mixto Femenino Oro.
- 49.ª Campeonato del mundo de Tenis de Mesa (2007)  Women's Double Oro.
- 11.ª World Cup Tenis de Mesa (2007) Mixto Femenino Oro.
- 49.ª Campeonato del mundo de Tenis de Mesa (2008) Mixto Femenino Oro.
- 29.ª Juegos Olímpicos de Pekín  (2008) Tenis de mesa Individual Femenino Oro, Mixto Femenino Oro.

## Récord Olímpicos

### Olimpiada 2004
Zhang participó en los Juegos Olímpicos de Atenas 2004 ganando doble medalla de oro con su pareja Nan Wang,  (ver clasificación), con la que ganó también doble oro en los Juegos Olímpicos de Sídney 2000.
Resultados de Individuales
| Vuelta      | Resultado | País del Oponente | Oponente     | Puntos | Por Partido | Por Partido | Por Partido | Por Partido | Por Partido | Por Partido | Por Partido | Enlace Oficial |
| 1.ª         | Bye       | Bye               | Bye          | Bye    | Bye         | Bye         | Bye         | Bye         | Bye         | Bye         | Bye         | Bye            |
| 2.ª         | Bye       | Bye               | Bye          | Bye    | Bye         | Bye         | Bye         | Bye         | Bye         | Bye         | Bye         | Bye            |
| 3.ª         | W         | Nueva Zelanda     | Chunli Li    | 4-0    | 11-8        | 12-10       | 11-5        | 11-7        |             |             |             |                |
| 4.ª         | W         | Hong Kong         | Sui Fei Lau  | 4-1    | 11-5        | 11-7        | 11-3        | 9-11        | 11-5        |             |             |                |
| Cuartos     | W         | Croacia           | Tamara Boroš | 4-0    | 12-10       | 15-13       | 13-11       | 11-3        |             |             |             |                |
| Semifinales | W         | Corea del Sur     | Kyung Ah Kim | 4-1    | 13-11       | 11-8        | 11-6        | 5-11        | 11-8        |             |             |                |
| Finales     | W         | Corea del Norte   | Hyang Mi Kim | 4-0    | 11-8        | 11-7        | 11-2        | 11-2        |             |             |             |                |

Resultados de Dobles
| Vuelta      | Resultado | País del Oponente | Oponente                                    | Puntos | Por Partido | Por Partido | Por Partido | Por Partido | Por Partido | Por Partido | Por Partido | Enlace Oficial |
| 1.ª         | Bye       | Bye               | Bye                                         | Bye    | Bye         | Bye         | Bye         | Bye         | Bye         | Bye         | Bye         | Bye            |
| 2.ª         | Bye       | Bye               | Bye                                         | Bye    | Bye         | Bye         | Bye         | Bye         | Bye         | Bye         | Bye         | Bye            |
| 3.ª         | Bye       | Bye               | Bye                                         | Bye    | Bye         | Bye         | Bye         | Bye         | Bye         | Bye         | Bye         | Bye            |
| 4.ª         | W         | Italia            | Nikoleta Stefanova & Wenling Tan Monfardini | 4-0    | 11-6        | 11-3        | 12-10       | 14-12       |             |             |             |                |
| Cuartos     | W         | Hong Kong         | Ah Sim Song & Yana Tie                      | 4-2    | 11-4        | 3-11        | 11-13       | 11-8        | 12-10       | 11-8        |             |                |
| Semifinales | W         | China             | Guo Yue & Jianfeng Niu                      | 4-2    | 11-7        | 13-11       | 9-11        | 13-11       | 6-11        | 13-11       |             |                |
| Finales     | W         | Corea del Sur     | Eun Sil Lee & Eun Mi Seok                   | 4-0    | 11-9        | 11-7        | 11-6        | 11-6        |             |             |             |                |

### Olimpiada 2008
Durante la Ceremonia de apertura de los Juegos Olímpicos de Pekín 2008, Zhang tomó el Juramento Olímpico en nombre de todos los atletas participantes en los Juegos. Zhang defendió con éxito la medalla de oro individual femenino frente a su compatriota Wang Nan en la final con los siguientes resultados: 8-11, 13-11, 11-8, 11-8, 11-3.